# Wolatuszka popielata
Wolatuszka popielata (Pseudochirulus cinereus) – gatunek ssaka z podrodziny pseudopałanek (Pseudocheirinae) w obrębie rodziny pseudopałankowatych (Pseudocheiridae). 

## Taksonomia
Gatunek po raz pierwszy zgodnie z zasadami nazewnictwa binominalnego opisał w 1945 roku angielsko-amerykański zoolog i botanik George Henry Hamilton Tate jako podgatunek wolatuszki czarno-białej i nadając mu nazwę Pseudocheirus herbertensis cinereus. Miejsce typowe to Mount Spurgeon, na wysokości 4000 ft (1219 m), około 65 mi (105 km) na północny zachód od Cairns, Queensland, Australia. Holotyp to skóra i czaszka dorosłego samca o sygnaturze AMNH 107275 z kolekcji Amerykańskiego Muzeum Historii Naturalnej; zebrany w 28 listopada 1927 roku przez Gabriele Neuhäuser. 
Takson ten był traktowany jako podgatunek P. herbertensis do 1989 roku, kiedy badania cytogenetyczne wykazały, że jest on genetycznie odrębny od P. herbertensis.
Autorzy Illustrated Checklist of the Mammals of the World uznają ten gatunek za monotypowy. 

## Zasięg występowania
Wolatuszka popielata występuje w północno-wschodniej Australii w północnym Queensland, w trzech odrębnych populacjach: jedna na Thornton Peak, jedna na Mount Windsor Tableland i jedna na Mount Carbine Tableland.

## Morfologia
Długość ciała (bez ogona) 34—37 cm, długość ogona 32—40 cm; masa ciała 0,7—1,4 kg. Sierść na grzbiecie jest blado karmelowo-płowa do ciemnobrązowej, przechodząca na kremowo-białą na brzuchu. Ma ciemny pasek między oczami ciągnący się do dolnej części grzbietu. Ogon zwęża się, a końcowa jedna-trzecia ogona jest zwykle biała.

## Ekologia
Wolatuszka popielata zamieszkuje wyżynny las deszczowy na wysokości powyżej 420 m n.p.m..

## Status zagrożenia
W Czerwonej księdze gatunków zagrożonych Międzynarodowej Unii Ochrony Przyrody i Jej Zasobów został zaliczony do kategorii NT (ang. near threatened ‘bliski zagrożenia’).